# Cecilia Blomqvist
Cecilia Blomqvist, född 1845, död 1910, var en finländsk diakonissa och politiker. Hon blev 1877 Finlands första diakonissa, och 1889 den första av sitt kön att väljas in i en kommunal förening.   